# 正门里站
正門里站（韓語：정문리역）是朝鮮民主主義人民共和國平安北道新义州市的一個鐵路車站，属于德岘线。

## 邻近车站
德岘线
南新义州站 - 正門里站 - 义州站